# Ben Fitzgerald
Benjamin Ian "Ben" Kirk (también: Kennedy y Fitzgerald) es un personaje ficticio de la serie de televisión australiana Neighbours interpretado por el actor Felix Mallard del 11 de junio de 2014 hasta el 26 de junio de 2014, Felix regresó a la serie el 23 de julio del 2015 y su última aparición fue el 10 de abril del 2018. Anteriormente el papel de Ben fue interpretado por el actor australiano Blake O'Leary desde noviembre del 2007, hasta el 2 de septiembre de 2010, por Noah Sutherland del 14 de diciembre de 2001 al 2003 y por Sean Berends en el 2004.

## Antecedentes
Ben es el hijo de Libby Kennedy y de Drew Kirk, el nieto amoroso de Susan Smith & Karl Kennedy y el amigo leal de Callum Jones y Mickey Gannon. Estudió en la primaria Erinsborough.

## Biografía
Después de ser aceptado en la escuela de artes en la ciudad Ben se va de Erinsborough en septiembre del 2010.
En el 2015 Ben admite que él había sido el responsable del incendio ocurrido en la escuela local.
El 10 de abril del 2018 después de que su personaje se mudara a Oakey después de que decidiera trabar con su tío Dougal Kirk.